# Талица
Талица (рус. Талица) град је у Русији у Свердловској области.

## Становништво
| 1939.  | 1959.  | 1970.  | 1979.  | 1989.  | 2002.  | 2010.  |
| ------ | ------ | ------ | ------ | ------ | ------ | ------ |
| 11.561 | 17.248 | 18.335 | 18.222 | 19.888 | 18.860 | 16.225 |